# ATP Challenger Girona
Das ATP Challenger Girona (offizieller Name: Eurofirms Girona – Costa Brava Challenger) ist ein seit 2023 stattfindendes Tennisturnier in Girona, Spanien. Es ist Teil der ATP Challenger Tour und wird im Freien auf Sand ausgetragen.

## Liste der Sieger

### Einzel
| Jahr | Sieger         | Finalgegner  | Ergebnis        |
| ---- | -------------- | ------------ | --------------- |
| 2025 | Marin Čilić    | Elmer Møller | 6:3, 6:4        |
| 2024 | Pedro Martínez | Radu Albot   | 7:5, 6:4        |
| 2023 | Iwan Gachow    | Gastão Elias | 5:7, 6:4 aufgg. |

### Doppel
| Jahr | Sieger                                    | Finalgegner                        | Ergebnis  |
| ---- | ----------------------------------------- | ---------------------------------- | --------- |
| 2025 | Anirudh Chandrasekar David Vega Hernández | Grégoire Jacq Orlando Luz          | 6:4, 6:4  |
| 2024 | Gonzalo Escobar Alexander Nedowessow      | Jonathan Eysseric Albano Olivetti  | 7:61, 6:4 |
| 2023 | Yuki Bhambri Saketh Myneni                | Íñigo Cervantes Oriol Roca Batalla | 6:4, 6:4  |